# Yendi
Yendi – miasto w północno-wschodniej Ghanie, w regionie Północnym, około 90 km na wschód od miasta Tamale. Około 40 tys. mieszkańców.